# جشن تولد (فیلم ۱۳۹۴)
جشن تولد فیلمی به کارگردانی و نویسندگی عباس لاجوردی محصول سال ۱۳۹۴ است.
این فیلم برای حضور در بخش نگاه نو سی و چهارمین دوره جشنواره فیلم فجر انتخاب شده‌است. این فیلم در تاریخ ۲۳ بهمن ۱۳۹۵ در سینماهای ایران اکران شده‌است.

## خلاصه داستان
این فیلم داستان یک خانواده اهل سوریه را روایت می‌کند که شب جشن تولد فرزندشان به نام «رقیه» است این شب و جشن آنها مصادف می‌شود با حمله به دمشق که باعث می‌شود این خانواده شیعه به همراه همسایه اهل سنتشان از خانه به سمت محل امنی فرار کنند و مقصدشان حرم زینب کبری است، در این مسیر با دو ایرانی که برای زیارت به اتفاق خانواده آمده‌اند آشنا می‌شوند، زمانی در جنگ ایران و عراق در خرمشهر از شهرشان دفاع می‌کردند در مسیر رسیدن به حرم در بین راه به یک کلیسا پناه می‌برند و در مسیر اتفاقاتی برای این گروه رخ می‌دهد.

## بازیگران
- احمد کاوری
- علی‌رام نورایی
- نادی خوری
- امیه ملس
- علی صطوف